# Carroll Valley
Carroll Valley ist ein Borough in Adams County, Pennsylvania, Vereinigte Staaten. Das U.S. Census Bureau hat bei der Volkszählung 2020 eine Einwohnerzahl von 3.940 ermittelt.

## Geographie
Nach einer Erhebung des United States Census Bureau hat Carroll Valley eine Gesamtfläche von 5,5 Quadratmeilen (14,2 km²), davon sind 0,1 Quadratmeilen (0,25 km²) Wasserflächen.

## Bevölkerung
Nach dem Census 2000 betrug die Gesamtbevölkerung im Borough 3291 Menschen in 1176 Haushalten, 952 Familien lebten im Borough. Die Bevölkerungsdichte betrug 610,4 Menschen pro Quadratmeile (235,7/km²). 96,8 % der Bevölkerung waren Weiße. 
In 43,5 % der Haushalte lebten Kinder unter 18 Jahren. 71,9 % der Haushalte bildeten verheiratete Familien, 5,6 % waren alleinerziehende Frauen und 19,0 % waren nichtfamiliäre Haushalte.
Die Altersstruktur in Carroll Valley teilte sich wie folgt auf: 29,7 % der Einwohner waren jünger als 18 Jahre, 4,9 % waren zwischen 18 und 24 Jahren alt, 35,2 % waren zwischen 25 und 44 Jahren alt, 21,6 % waren zwischen 45 und 64 Jahren alt und 8,7 % der Bevölkerung waren über 65 Jahre alt. Dies ergab einen Altersdurchschnitt von 35 Jahren. Auf 100 Frauen kamen 100,4 Männer. 
Das durchschnittliche Haushaltseinkommen im Jahr 2000 betrug 54.659 $ und das durchschnittliche Familieneinkommen 55.000 $.